# Helicofusus
Helicofusus is een geslacht van weekdieren uit de klasse van de Gastropoda (slakken).

## Soort
- Helicofusus laticordatus (Dall, 1907)